# Sorghum intrans
Sorghum intrans là một loài thực vật có hoa trong họ Hòa thảo. Loài này được F.Muell. ex Benth. miêu tả khoa học đầu tiên năm 1878.